# اندیس مرمریت تیجت
اندیس مرمریت تیجت یک اندیس مصالح ساختمانی است که در استان یزد قرار دارد و مادهٔ معدنی موجود در آن، مرمریت است؛ و دیرینگی آن به دوران الیگومیوسن می‌رسد.